# Maike Nollen
Maike Nollen (* 15. November 1977 in Berlin) ist eine ehemalige deutsche Kanutin.
Die Kanurennsportlerin des KC Berlin-Charlottenburg gewann 1998 ihren ersten deutschen Meistertitel im Zweier-Kajak über 200 Meter. Bei den Kanurennsport-Weltmeisterschaften 2002 wurde sie mit dem Vierer-Kajak Zweite über 500 Meter und Dritte über 200 Meter. 2004 gewann sie bei der Europameisterschaft Bronze im Einer-Kajak. Bei den Olympischen Spielen 2004 in Athen siegte sie im Vierer-Kajak über 500 m zusammen mit Birgit Fischer, Katrin Wagner und Carolin Leonhardt.
Für ihre sportlichen Leistungen wurde sie am 16. März 2005 mit dem Silbernen Lorbeerblatt ausgezeichnet.